# City Hunter (película)
City Hunter (conocida como Cazador urbano o Cazador citadino en Hispanoamérica) es una película de Hong Kong de 1993 protagonizada por Jackie Chan, Joey Wong y Kumiko Goto y dirigida por Wong Jing. La película está basada en el manga japonés del mismo nombre.

## Sinopsis
A la pareja de detectives privados Ryo Saeba y Kaori Makimura se les asigna localizar a Shizuko Imumura, la hija fugitiva del CEO de un importante periódico japonés. Kaori se va en su búsqueda, descontenta con la forma en que Ryo ignora sus sentimientos románticos por él y coquetea con otras mujeres. Ryo encuentra a Shizuko en un parque de skateboard pero ella escapa.
Shizuko embarca en un lujoso transatlántico, el Fuji Maru, perseguida por nuestra pareja protagonista, pero también por la banda de un terrorista llamado MacDonald que planea tomar a los pasajeros como rehenes.
Shizuko escucha los planes de MacDonald y avisa al primer oficial del barco, que resulta ser un cómplice de los terroristas. El oficial intenta matarla pero Ryo la salva. Ryo y Shizuko son perseguidos por el resto de la banda y se esconden en el cine del barco donde se proyecta Game of Death. Para derrotar a los esbirros Ryo utiliza las técnicas de Bruce Lee que ve en la película.
MacDonald mata al capitán del barco y aterroriza a los pasajeros en el casino hasta que Kao Ta, un tahur que utiliza los naipes como si fuesen shurikens, le planta cara.
MacDonald captura a Ryo y al día siguiente planea fusilarle en la cubierta, pero Shizuko, Saeko, y sus aliados interrumpen la ejecución. Ryo va al salon de videojuegos del barco y el lugarteniente de los terroristas le lanza contra la máquina de Street Fighter II, sufriendo un electroshock. Esto causa alucinaciones en Ryo, que cree que está dentro del videojuego y derrota al lugarteniente con las técnicas de Chun-Li.
Cuando la unidad antiterrorista de Taiwán llega al barco, MacDonald toma a Kaori como rehén en el casino. Ryo y el villano luchan hasta que MacDonald pisa accidentalmente una de sus bombas.
De vuelta a la ciudad, el padre de Shizuko le propone a Ryo casarse con ella, pero a pesar de su belleza y su dinero Ryo declina la oferta y va tras su compañera Kaori.

## Reparto
- Jackie Chan como Ryo Saeba.
- Joey Wong como Kaori Makimura.
  - Leila Tong como Kaori joven.
- Kumiko Goto como Shizuko Imumura.
- Chingmy Yau como Saeko Nogami.
- Carol Wan como amiga de Saeko.
- Leon Lai como Kao Ta.
- Pal Sinn como Rocky Dung.
- Lo Wai-kwong como Chen Ta-wen.
- Eric Kot como DJ Hard.
- Gary Daniels como Kim